# Kunpengopterus
Kunpengopterus ("křídlo mytologických bytostí Kun a Peng ze staročínského folklóru") byl rodem pterodaktyloidního ptakoještěra z čeledi Wukongopteridae, který žil v období svrchní jury až spodní křídy (asi před 155 až 125 miliony let) na území dnešní severovýchodní Číny (provincie Liao-ning).

## Objev a popis
Holotyp s označením IVPP V16047 byl objeven v sedimentech souvrství Tiaojishan a jejich přesné stáří je poněkud kontroverzní. Kunpengopterus měl prodlouženou nízkou lebku o délce 10,7 cm a jeho tělesná stavba vykazovala kombinaci vývojově zastaralých a naopak pokročilých znaků (jak je typické pro celou čeleď wukongopteridů). Novější studie z roku 2017 ukázala, že tito ptakoještěři žili nejspíš arboreálně, trávili tedy většinu času na stromech. Blízce příbuzným rodem mohl být Darwinopterus.
V roce 2021 byl popsán objev fosilie malého mláděte tohoto ptakoještěra.